# Mohammad Bagheri
Mohammad Bagheri nato Mohammad-Hossein Afshordi (in persiano محمد باقری‎; Teheran, 1960 – Teheran, 13 giugno 2025) è stato un generale iraniano del Corpo delle guardie della rivoluzione islamica che ha servito come capo di stato maggiore delle Forze armate della Repubblica Islamica dell'Iran dal 2016 al 2025.

## Carriera militare
Bagheri è stato un esperto di intelligence militare con la sua ultima esperienza risalente alla Guerra Iran-Iraq, conseguì un Dottorato di ricerca in Geografia politica e, secondo quanto riferito, insegnò all'Università della Difesa Nazionale Suprema dell'Iran. Nel 1980 è entrato a far parte del Corpo delle guardie della rivoluzione islamica.
Bagheri e altri comandanti, tra cui Mohammad Ali Jafari, Ali Fadavi e Gholam Ali Rashid, sono stati membri di un gruppo identificato dall'Istituto di Impresa Americano (AEI) come la rete di comando del Corpo delle guardie della rivoluzione islamica. Secondo il Critical Threats Project dell'AEI, il gruppo "domina i vertici dell'esercito iraniano e controlla la pianificazione, le operazioni, l'intelligence, le operazioni di guerra segrete e irregolari e la sicurezza interna". Fu promosso dalla sua precedente posizione di vice-capo di stato maggiore per l'intelligence e le operazioni nello stato maggiore generale il 28 giugno 2016, in sostituzione di Hassan Firouzabadi.
Nell'ottobre 2017 ha visitato le truppe iraniane nel Governatorato di Aleppo, nel nord della Siria.
Nel febbraio 2022, secondo Reuters, Bagheri ha annunciato che l'Iran continuerà a portare avanti il suo programma di missili balistici, sia "in termini di quantità che di qualità".
Il 21 ottobre 2022, un comunicato stampa della Casa Bianca affermava che le truppe iraniane erano in Crimea per assistere la Russia nel lancio di attacchi con droni. Bagheri era il comandante che sovrintendeva i rami dell'esercito iraniano che rifornivano le truppe russe di droni.

### Morte
Bagheri morì il 13 giugno 2025 in seguito ad un attacco aereo missilistico a sorpresa da parte delle Forze di difesa israeliane. Il generale Abdolrahim Mousavi lo ha succeduto come capo di stato maggiore generale.

## Vita privata
Il fratello maggiore di Bagheri, Hasan Bagheri, è stato un comandante durante la Guerra Iran-Iraq.

## Sanzioni
L'8 aprile 2019, gli Stati Uniti hanno designato le Guardie rivoluzionarie islamiche come organizzazione terroristica straniera. Il primo ministro israeliano Benjamin Netanyahu ha immediatamente ringraziato il presidente statunitense Donald Trump su Twitter. Bagheri ha risposto a Trump con la frase  "Riteniamo che le truppe statunitensi nell'Asia occidentale siano terroriste e se fanno una dannata cosa, li affronteremo vigorosamente".
Nel settembre 2022, a seguito della dura repressione dei manifestanti durante le Proteste per la morte di Mahsa Amini, Bagheri è stato sanzionato da Stati Uniti e Canada.